# 大嵩璘
渤海康王（？—809年），諱大嵩璘，是渤海国第六代君主，在位期間794年至809年，改元為正曆。

## 生平
中兴元年（唐贞元十年，794年）冬，成王大华屿去世，大嵩璘嗣位。翌年，改元正历。二月，唐朝遣使殷志瞻册封他为渤海郡王，兼左骁卫大将军、忽汗州都督。大嵩璘结束了大钦茂死后的动乱，渤海国又开始正常发展。正历元年（795年）冬，派遣郎中吕定琳等六十人出使日本。正历四年（798年），遣使朝唐。应其请，依文王例，唐德宗册封大嵩璘为渤海国王、銀青光禄大夫、检校司空。正历十一年（805年），加金紫光禄大夫、检校司徒。正历十二年（806年），加检校太尉。在位期间，继续奉行睦邻政策，纲纪依旧，十次遣使唐朝，三次遣使日本，发展经济文化联系。正历十五年（809年），去世，谥號康王。
《新唐書》記載大嵩璘為大欽茂的幼子，據《日本後紀》收錄的渤海致日本國書，稱大欽茂為「祖大行大王」，大嵩璘稱「孤孫」，當是大欽茂的孫子。

## 家族列表

### 父母及兄弟
- 父亲 大钦茂

### 子女

#### 子
- 子大元瑜
- 子大言义
- 子大明忠

## 《桓檀古记》
《桓檀古记》称大嵩璘被尊为穆宗康皇帝。